# 天目西路街道
天目西路街道是中国上海市静安区下辖的一个街道，位于原闸北区西南部，苏州河北岸。面积1.94平方公里。常住居民3万余人和通勤人口5万余人。辖区以铁路上海站为中心，被铁路划分为南北两部分。其中，南片以商品房为主，商务楼宇与居住住宅深度交叉，设有新客站不夜城商圈和蕃瓜弄；北面以铁路新村、毛家弄等老旧小区为主。
2008年闸北公安分局袭警案发生在天目西路街道内的政法大厦内。

## 行政区划
天目西路街道下辖13个居委会：
蕃瓜弄社区、卓悦居社区、华康社区、新桥社区、华新社区、地梨港社区、华丰社区、普善社区、铁路新村社区、和泰花苑社区、安源社区和河滨融景社区。